# Малтешки језик
Малтешки језик (малт. Lingwa Maltija) је семитски језик из афро-азијске породице језика. Национални језик је на Малти, и један од званичних језика Европске уније. Потиче од арапског језика, у коме је најсличнији туниском дијалекту. Услед географског положаја и историјских околности, малтешки је преузео многе особине и речи од језика јужне Италије, Сицилије и енглеског језика.

## Историја
Малтешки је постао званични језик Малте 1936, упоредо са енглеским. Данас, малтешки говори око 330.000 људи. 
Најстарији текст на малтешком је Il Cantilena, песма из 15. века. Малтешки је вековима био говорни језик, који је ретко записиван арапским или италијанским писмом.
Малтешки језик је једини семитски језик који се записује латиницом уместо арапског писма.

## Карактеристике
Малтешка граматика је, углавном семитска, са нешто романских утицаја. Придеви иду после именица, док је ред речи прилично слободан. Осим једнине и множине, именице имају и двојину, што је ретка појава у европским језицима (на пример у словеначком). 
Често се шема промене речи бира по принципу језика порекла: семитска за семитске, а романска за романске. 
Удео семитских речи у малтешком је око 60%, док су остале романске. Речи које описују основне појмове су семитске, док су речи које описују идеје, науку и апстракције сицилијанског порекла. 

## Пример текста
Члан један Универзалне декларације о људским правима: 
```
-{Il-bnedmin kollha jitwieldu ħielsa u ugwali fid-dinjità 
u d-drittijiet. Huma mogħnija bir-raġuni u bil-kuxjenza 
u għandhom iġibu ruħhom ma' xulxin bi spirtu ta' aħwa.}-

```

- - Здраво